# Иван Горанов (футболист)
Вижте пояснителната страница за други личности с името Иван Горанов.
Иван Павлов Горанов е български футболист на втородивизионния гръцки Йоникос. Играе като ляв бек или ляво крило.

## Състезателна кариера
Започва да тренира футбол в родния Чепинец (Велинград), когато е седемгодишен. На един турнир е забелязан от скаутите на ЦСКА и през 2005 г. преминава в школата им, където треньор му е Сашо Борисов. Не се задържа и година по-късно преминава в ДЮШ на ПФК Левски. За първия отбор прави дебют на 2 април 2011 г., когато старши треньорът на „сините“ Ясен Петров го пуска като смяна на мястото на Марко Видович в шампионатен мач срещу отбора на Видима-Раковски. През летния трансферен прозорец на същата година преминава в тима на Берое с който подписва договор за срок от три години  като част от сделката с Тодор Христов.
С „беройци“ печели Купата и Суперкупата на България за 2013 г., но не успява да се наложи и за три сезона записва едва 35 шампионатни срещи.
В края на 2013 г. преминава в отбора на Литекс (Ловеч), като подписва договор за три години и половина, а „старозагорци“ ще получат 20% при негов бъдещ трансфер.. За Литекс изиграва 54 мача и отбелязва 2 гола. През лятото на 2016 г. преминава в Локомотив Пловдив като свободен агент, след като Литекс не получава лиценз за Първа Лига. За пловдивчани изиграва 31 мача.
На 13 юни 2017 се завръща в родния си клуб Левски като свободен агент. Подписва договор за 3 години. Налага се като титулярен ляв бранител при сините. На 18 април 2018 отбелязва първия си гол със синята фланелка по време на дербито срещу ЦСКА-София. На 8 август 2018 удължава контракта си с 3 години. Става капитан на сините и получава повиквателна за националния отбор на България, за който дебютира на 6 септември срещу Словения в мач от Лигата на нациите. Превръща се в несменяем титуляр и един от най-постоянните играчи на Левски.

## Национален отбор
Първата му повиквателна е за формацията на 17-годишните, водена от Борис Ангелов. Участва в квалификационния цикъл за европейско първенство проведен в Полша.
През 2013 г. получава повиквателна за младежкия национален отбор от старши треньора Михаил Мадански. Участва в европейските квалификации за младежи срещу отборите на Андора, Естония, Русия и Словения.
В края на декември 2013 г. ръководството на Берое скандално го отзовава от лагер на националите. След този скандал Апелативната комисия на БФС налага глоба на клуба му в размер на 10 000 лв.
Дебютира за А националния тим на България на 6 септември 2018 г. срещу Словения в мач от Лигата на нациите.

## Успехи
Берое (Стара Загора)
- Купа на България (1): 2012 – 13
- Суперкупа на България (1): 2013